# Spod
As pessoas que se ligam a Talkers acabam por ser chamados de spodders ou spods.
O spod é considerado um "fanático" por Talkers desde longa data. Enquanto que a maioria dos mudders costumam desligar-se desse meio passado um ano ou dois, as pessoas que se ligam a Talkers tipicamente fazem-no há coisa de uma década ou mais. Os Talkers são significativamente mais fáceis de criar e manter do que um MUD, visto que não incorporam tanta inteligência artificial, e são normalmente muito mais user friendly, visto que não existem lutas em foco.
Por outras palavras, famílias inteiras de maridos, esposas, filhos e relativos são encontradas a spodar em certos Talkers ou conjuntos de Talkers. Além disso os talkers gerem pouquíssimo tráfego na rede e usam protocolos simples (geralmente telnet ou SSL), tornando-os ideais para ter e usar na rede do trabalho, de uma empresa ou Universidade. Os Talkers são bastante mais antigos que os MUDs (apareceram pela primeira vez em 1984), apesar de alguns dos mais antigos eram usados para jogar Dungeons & Dragons utilizando redes informáticas.
A palavra spod mereceu um lugar no Jargon File, e a sua definição mais correcta para a actualidade é a presente no 3º ponto.